# Pongo de Manseriche
Il Pongo de Manseriche è una gola che si trova nel nord-est del Perù, lungo il fiume Marañón. Si tratta del pongo probabilmente più conosciuto; è lungo 4,8 km e si trova poco più a valle della foce del Rio Santiago. Fu scoperto dal sacerdote gesuita Juan Salinas Loyola nel 1558, all'epoca della colonizzazione spagnola delle Americhe. Le pareti ripide e rocciose rendono l'attraversamento di quel tratto di fiume particolarmente pericoloso, in particolare durante le piene del Rio Santiago, che a loro volta aumentano la portata del Marañón.  In quel tratto il fiume è largo solo 35 metri, e la corrente diviene particolarmente forte creando numerosi gorghi.